# Celeus
Celeus är ett släkte med fåglar i familjen hackspettar inom ordningen hackspettartade fåglar som förekommer i Latinamerika. Nedanstående lista med 13 arter följer AviList:
- Kanelspett (C. loricatus)
- Svartbröstad hackspett (C. torquatus)
- Kanelkindad hackspett (C. galeatus)
- Kastanjespett (C. castaneus)
- Vågspett (C. undatus)
- Gräddspett (C. flavus)
- Fackelspett (C. spectabilis)
- Cerradospett (C. obrieni)
- Ockraryggig hackspett (C. ochraceus)
- Amazonspett (C. elegans)
- Blektofsad hackspett (C. lugubris)
- Blondspett (C. flavescens)

Tidigare fördes den asiatiska arten rostspett (Micropternus brachyurus) till släktet Celeus, men DNA-studier visar att den inte är nära släkt och dess liknande utseende är ett resultat av konvergent evolution. Å andra sidan  placerades arten kanelkindad hackspett i släktet Dryocopus, då under namnet hjälmspillkråka. Genetiska studier visar dock förvånande nog att den trots olikartat utseende är en del av kastanjespettarna i Celeus. En teori är att fågeln utseendemässigt härmar neotropisk spillkråka.